# Maughold Head
Maughold Head é o ponto extremo oriental da Ilha de Man e o ponto mais próximo à Inglaterra, a 50 km de St Bees Head na Cúmbria.
Maughold Head está situado ao nordeste da ilha, a aproximadamente 5 km de Ramsey, no sul da baia de Ramsey.

## Farol Maughold Head
Há um farol não habitado, construído por Charles Alexander Stevenson em 1914. O farol é operado pela Northern Lighthouse Board..